# Baked potato

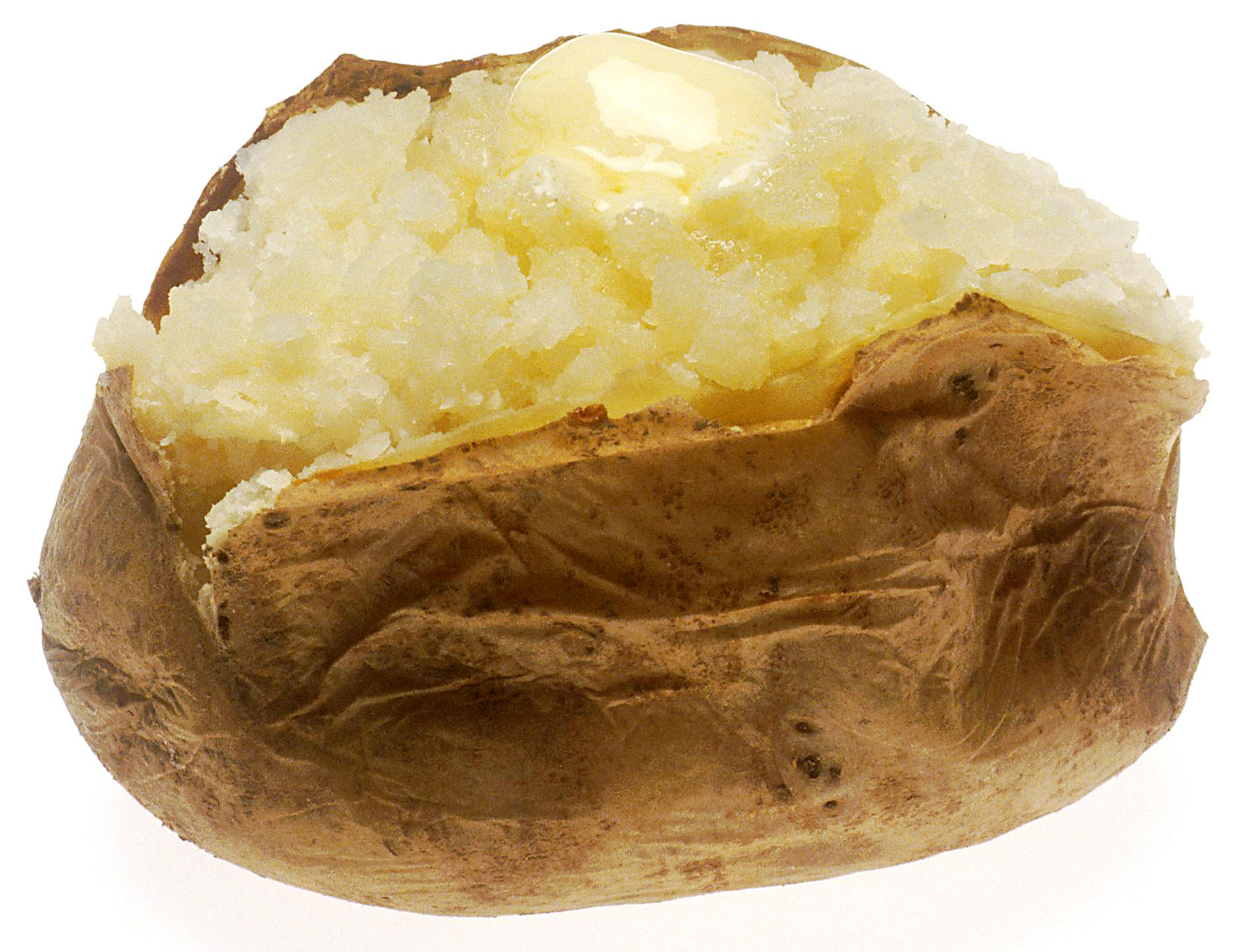
Baked potato lista para servir.

Baked potato o jacket potato es una comida típica de la cocina inglesa que consiste en hornear una patata blanca por 2 horas en un horno (6-12 minutos en el microondas), hasta que quede blanda por dentro, se corta por la mitad y puede untarse mantequilla encima o también una ensalada llamada coleslaw que es una mezcla de repollo, zanahoria, cebolla y mayonesa o también suelen servirse cubiertas de queso y cebolla frita.